# Pirapó
thumb
Pirapó este un oraș în Rio Grande do Sul (RS), Brazilia.